# Dasht-e Kavir

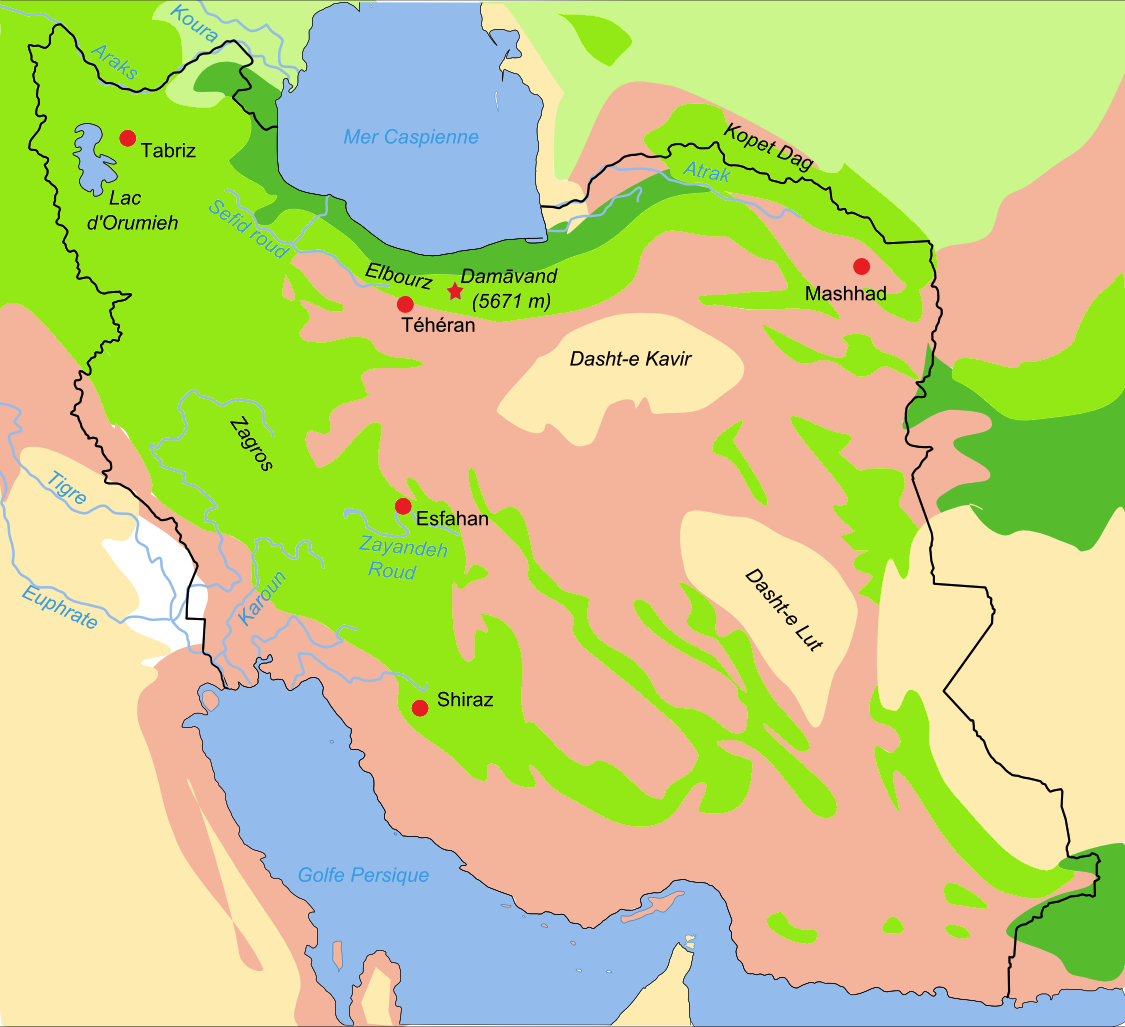
Karta visande Dasht-e Kavirs läge i Iran.

Dasht-e Kavir eller Stora saltöknen (persiska:دشت كوير,) är en saltöken i centrala Iran, och är Irans största öken. Den sträcker sig från Teheran i sydostlig riktning. Ytan är cirka 77 600 km². Öknen är till stor del obebodd men det finns en del stora städer runt omkring ökenområdet, exempelvis huvudstaden Teheran, Isfahan, Yazd och Qom
Dasht-e Kavirs utbredningsområde begränsas i norr av bergskedjan Elburz vid Kaspiska havets sydkust och mot  sydväst begränsas öknen av bergskedjan Zagros. I nordlig- sydlig riktning sträcker sig öknen ca 300 km från 33°30' N till 36°30 N och i östlig- västlig riktning ca 800 km från 51°15' Ö till 57°50 Ö.
Mitt i Dasht-e Kavir ligger Kavir Buzurg med en utbredning på 320 gånger 160 km som är en kvicksandsliknande sank och gyttjig bassäng överdragen av en tjock skorpa av salt. Kavar Buzura, som är omgiven av sanddyner, är extremt farlig att passera.
På somrarna kan temperaturen i Dasht-e Kavir uppgå till 50 °C, och medeltemperaturen i januari är 22 °C. 

## Djurliv
Trots det heta och torra klimatet finns en hel del vilt liv mitt i området. Bland annat gaseller, vilda får, getter och leoparder trivs i bergsområdena runt omkring i öknen. Även andra rovdjur finns i öknen, som exempelvis vargar och rävar. Det finns också en hel del ormar, skorpioner och ödlor.

## Galleri

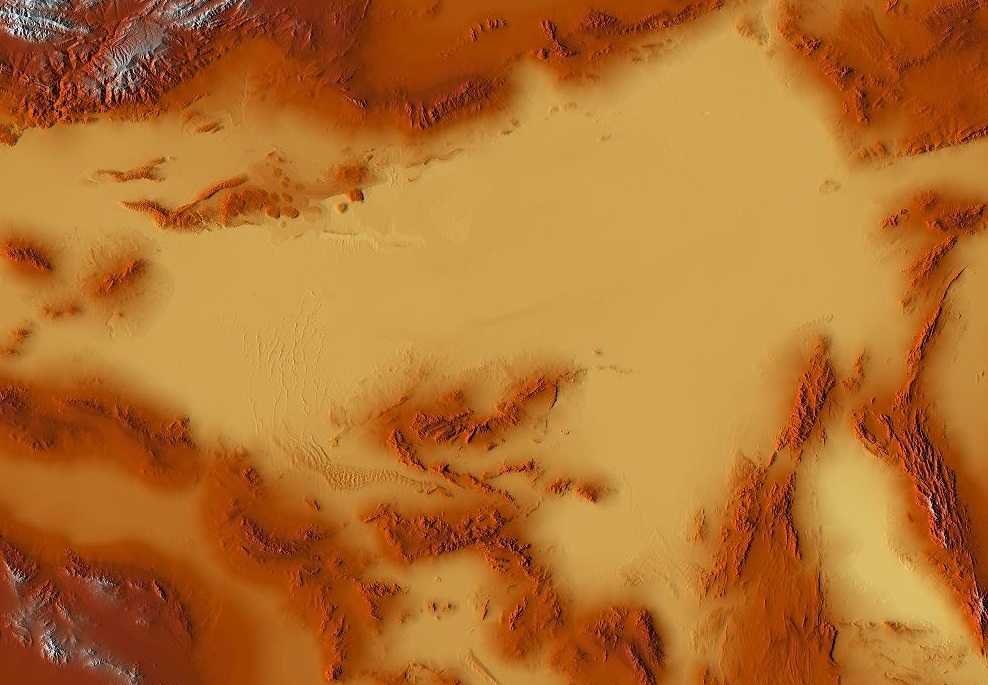
Topografi-relief av Dasht-e Kavir.
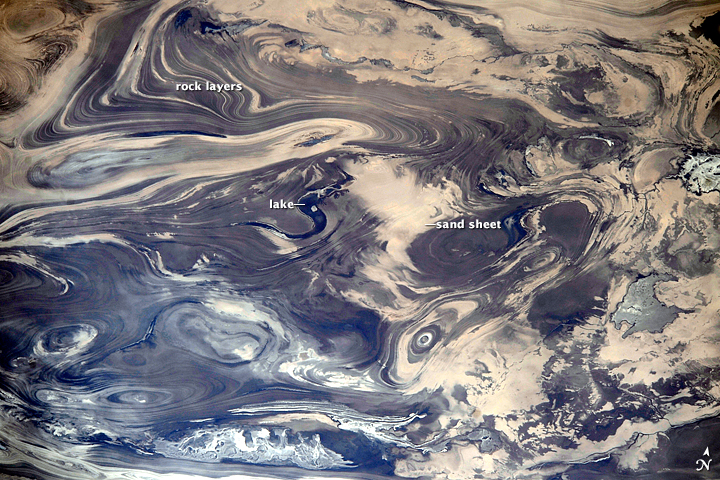
Foto av Dasht-e Kavir taget från Internationella rymdstationen.
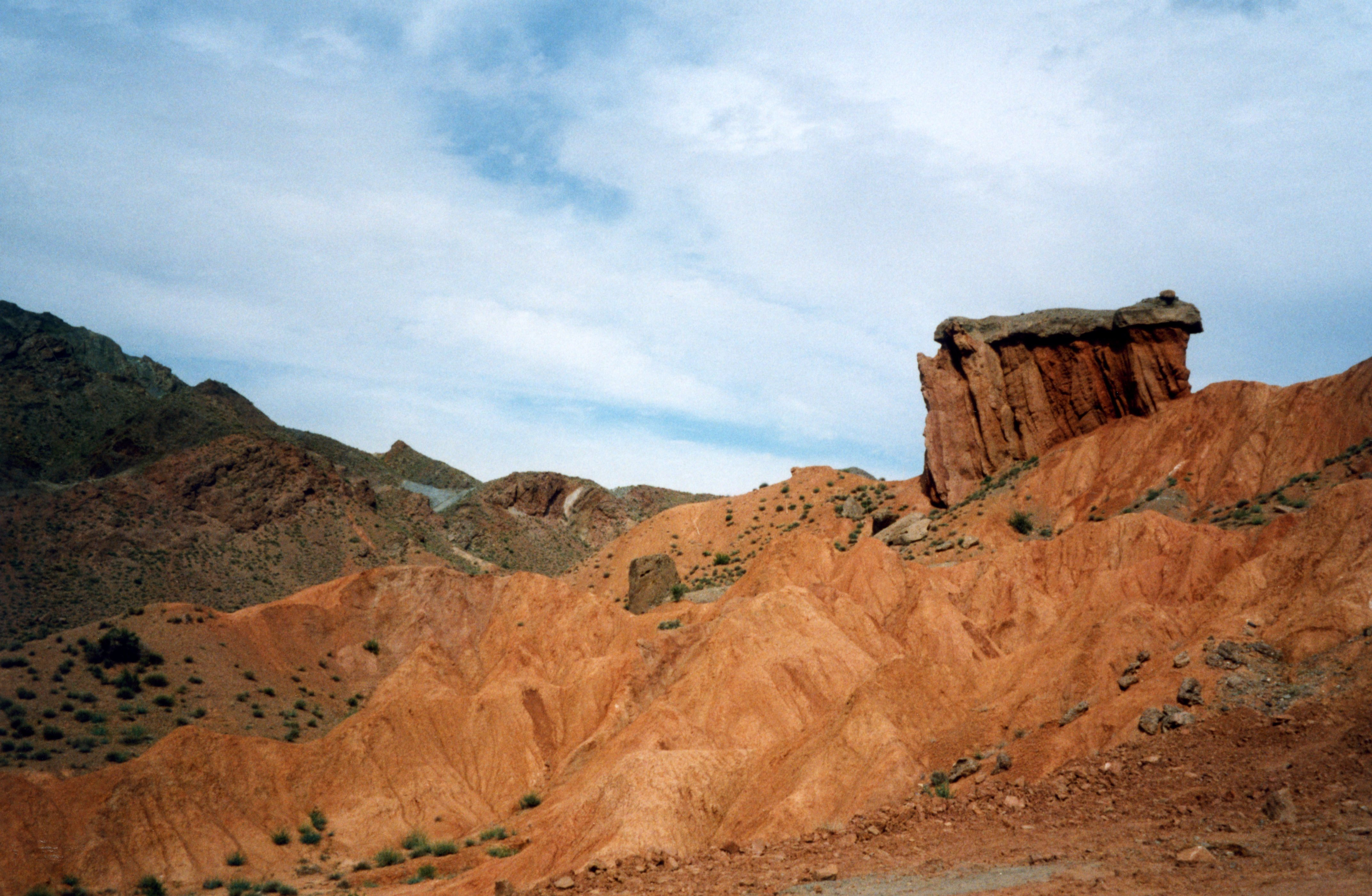
Miljöbild från Dasht-e Kavir.
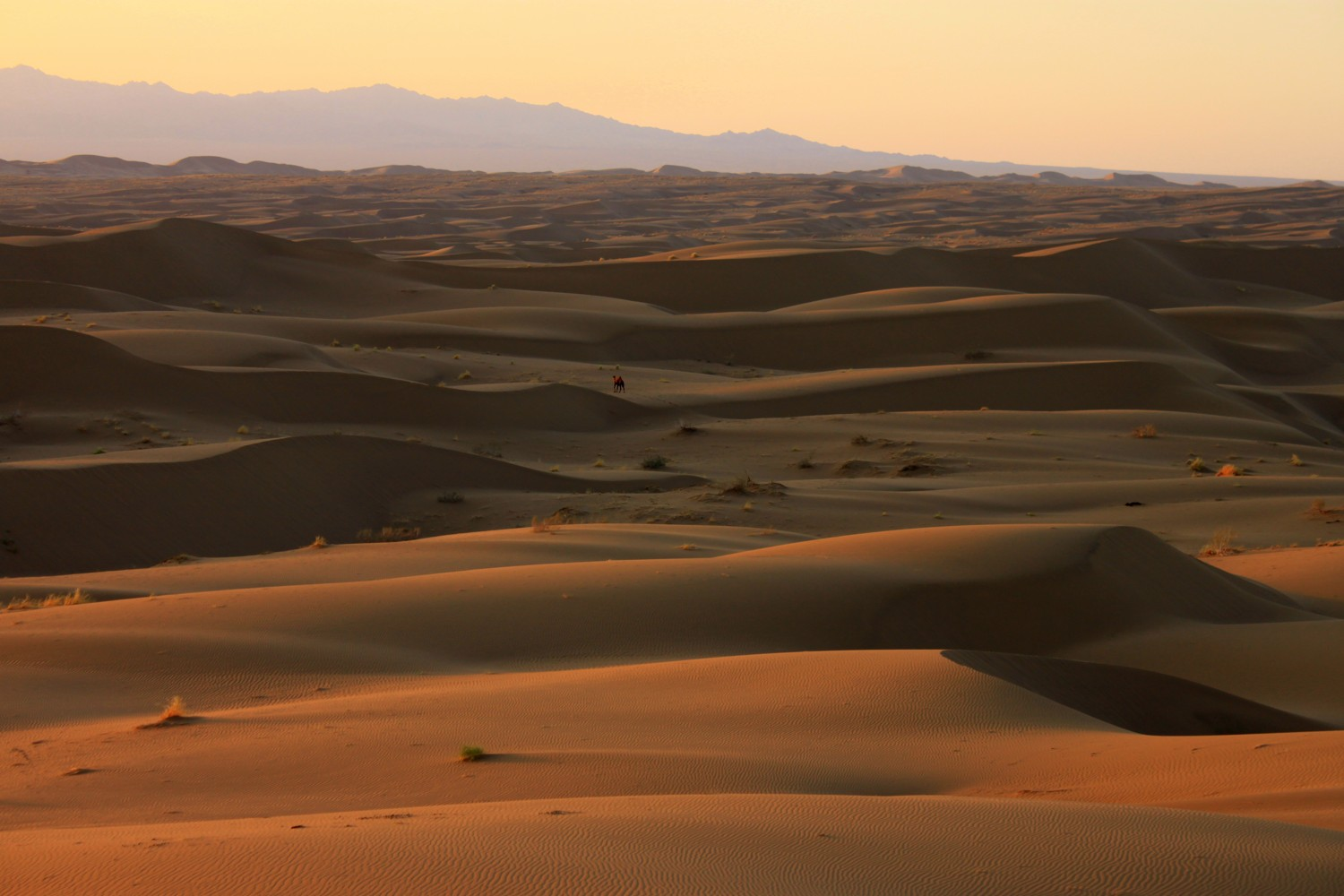
Dasht-e Kavir nära Kashan.
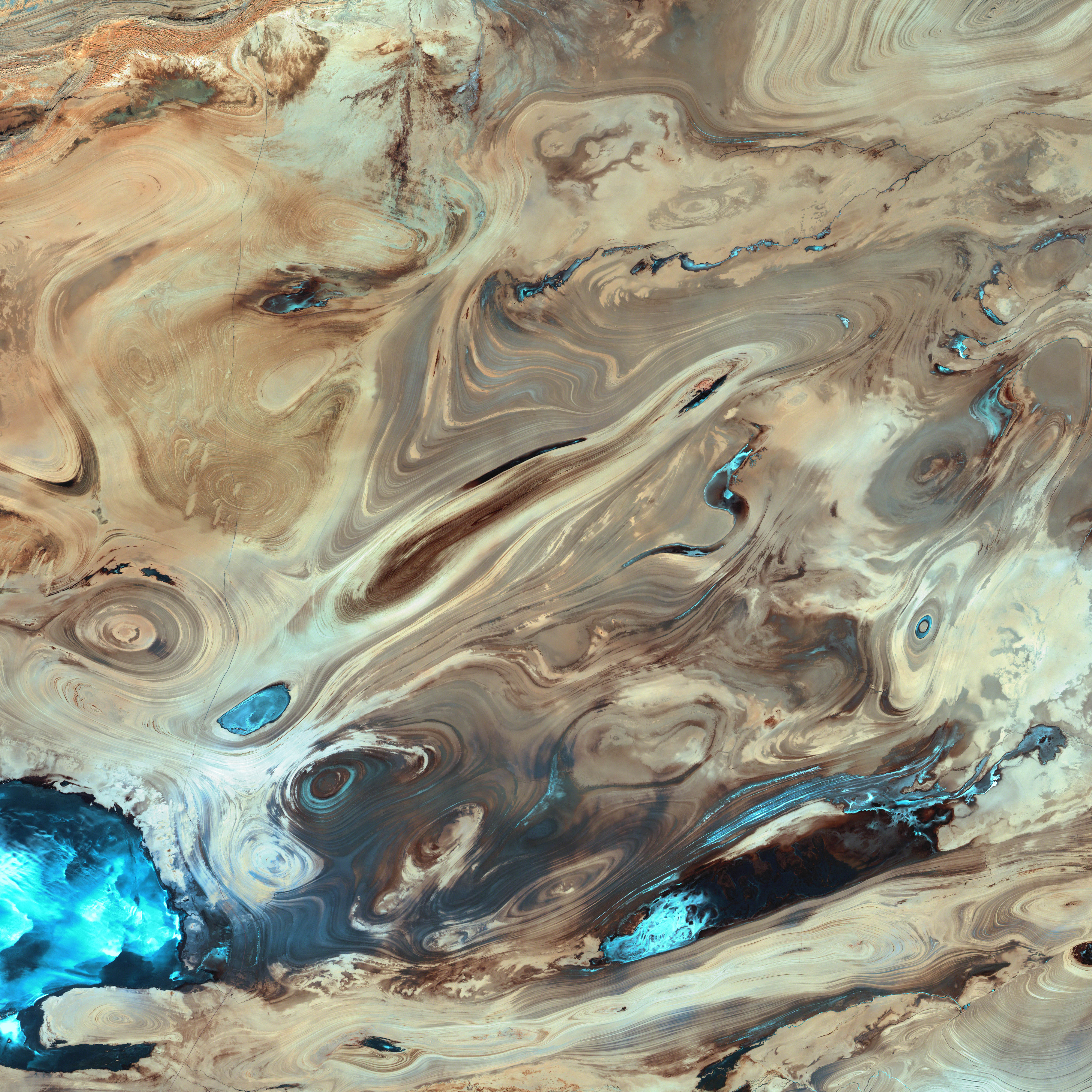
Satellitbild över Dasht-e Kavir vid position 34°44′15″N 54°49′38″Ö / 34.73750°N 54.82722°Ö.
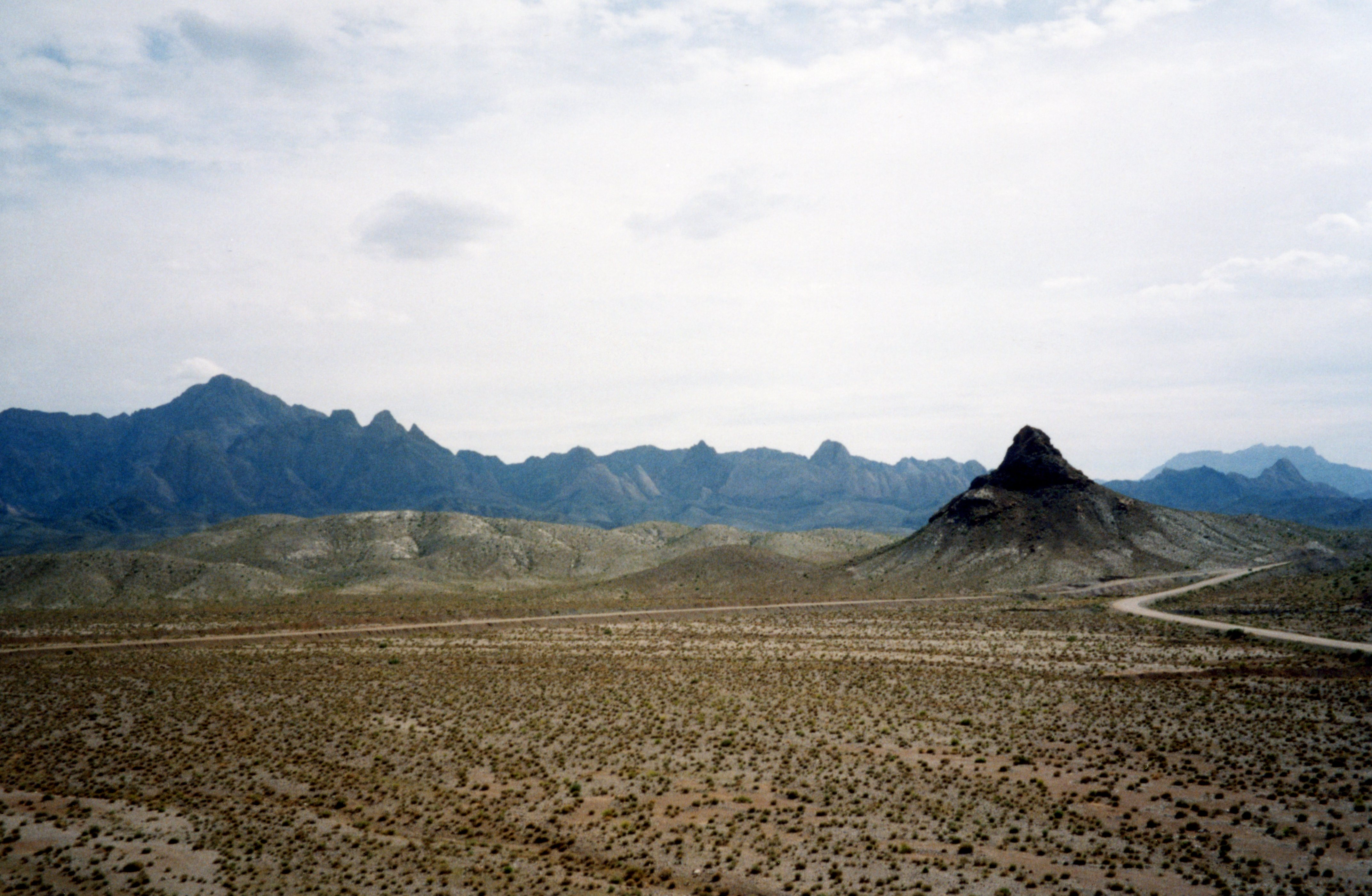
Miljöbild från Dasht-e Kavir.